# بيات (أرومية)
بيات هي قرية في مقاطعة أرومية، إيران. يقدر عدد سكانها بـ 13 نسمة بحسب إحصاء 2016.